# Kyōka Izumi
Pour les articles homonymes, voir Izumi (homonymie).
Kyōka Izumi (dans l’ordre japonais Izumi Kyōka 泉 鏡花, né le 4 novembre 1873, mort le 7 septembre 1939) est un romancier, dramaturge et poète japonais. Spécialisé dans le genre fantastique, il est l’un des principaux écrivains japonais du début du XXe siècle, parfois présenté comme un critique de la modernité .

## Vie et œuvre
Kyōka (né Izumi Kyōtarō) est originaire de la ville de Kanazawa, dans le préfecture d'Ishikawa. Son père est un artisan spécialisé dans le cloisonné et l’orfèvrerie. Il grandit dans un environnement culturellement privilégié, mais perd sa mère à l’âge de neuf ans, un drame qui marquera toute son œuvre.  À partir de 1885, il fréquente une école tenue par des pères et apprend l’anglais, mais il finit par abandonner les études autour de 1887.
Passionné de littérature, il tente pendant un an d’approcher Ozaki Kōyō, l’une des grandes figures du monde littéraire de l'ère Meiji. Devant son insistance, Kōyō finit par le recevoir en octobre 1891, avant de le prendre chez lui comme secrétaire. Kyōka doit à son mentor la publication de ses premiers récits, comme Kamuri Yazaemon qui paraît en feuilleton en mai 1893. La publication en 1895 de La ronde nocturne de l’agent de police (Yakō junsa) attire l’attention sur son travail et lui permet de publier à un rythme soutenu malgré une constitution fragile. Ses récits de jeunesse se caractérisent par une forme de moralisme qui disparaîtra par la suite. Sa sensibilité à l'égard des femmes transparaît très fortement dans deux récits publiés en 1896, Une femme fidèle (Bake ichō) et Histoire de Biwa (Biwa den), qui révèlent certaines tendances fondamentales de l'écrivain : le goût du tragique, des dénouements violents. Ces deux textes brossent le portrait de deux femmes révoltées par l'absurdité de leur mariage, où l'amour n'a pas de place, et que la force de leur inconscient va conduire à la folie et au meurtre.
L'ermite du mont Kōya (Kōya hijiri, 1900) marque l’apparition dans l’œuvre de Kyōka du genre fantastique. On y trouve notamment le personnage de la femme-démone qu’on observe sous des formes diverses dans plusieurs de ses romans et nouvelles. Après avoir épousé une geisha, malgré l'opposition de son maître Kōyō, il s'intéresse à divers sujets et genres littéraires. Revitalisant la littérature de l'époque d'Edo, il explore notamment le thème des quartiers de plaisirs et des amours contrariées, dans une série de romans, comme Généalogie de femmes (Onna keizu, 1907), Le Héron blanc (Shirasagi, 1909), ou Nihonbashi (1914). Ces peintures hautes en couleur du « monde flottant » et de femmes au destin extraordinaire rencontrent un grand succès populaire, et font l'objet d'adaptations au théâtre et au cinéma, dans le genre Shinpa, notamment par les réalisateurs Kenji Mizoguchi, Teinosuke Kinugasa ou Mikio Naruse.
Le symbolisme flamboyant de Kyōka se retrouve aussi dans des pièces de théâtre qu’il écrit au cours des années 1910, notamment L’Histoire du donjon (Tenshu monogatari, 1917) qui est la plus connue. Il publie également de très nombreux essais et nouvelles. Son récit La Lanterne (Uta andon, 1910), qui narre l'apprentissage d'un jeune acteur de nô jusqu'à la découverte de la vérité de son art, peut être lu, selon Cécile Sakai, « comme une parabole de la création littéraire, sorte de testament d'écrivain. »
Toujours selon Cécile Sakai, « Kyōka est sans doute l’écrivain qui a su, mieux qu’aucun autre, exploiter toutes les ressources expressives de la langue japonaise. »
De son vivant, Kyōka est un écrivain très célèbre, admiré par les plus grands de l'époque, Natsume Sōseki, Ryūnosuke Akutagawa ou Jun'ichirō Tanizaki. Dès 1910, ses œuvres sont compilées en plusieurs volumes. Toutefois sa santé fragile et l’atmosphère martiale des années 1930 l’éloignent progressivement du centre de la vie littéraire. Son décès à Tōkyō en 1939 d’un cancer du poumon passe relativement inaperçu.

### En japonais
- 鏡花全集 (Œuvres complètes de Kyōka), 30 vol., Tōkyō, Iwanami shoten, 1986-1989.

### En français
- 1895 : La Ronde nocturne de l'agent de police (夜行巡査, Yakō junsa?), dans Anthologie de nouvelles japonaises contemporaines (Tome II), nouvelle traduite par Cécile Sakai, Gallimard, 1989.
- 1896 : Une femme fidèle (化銀杏, Bake ichō?), suivi de L'Histoire de biwa (琵琶伝, Biwa den?), deux nouvelles traduites par Élisabeth Suetsugu, Éditions Philippe Picquier, 1998 ; Picquier poche, 2002.
- 1897 : La Femme ailée (化鳥, Kechō?), suivi de Le Camphrier (Sanjakkaku), deux nouvelles traduites par Dominique Danesin-Komiyama, Éditions Philippe Picquier, 2003.
- 1914 : Une scène pittoresque. L'Agent du pouvoir exécutif (extrait de Nihonbashi (日本橋?), dans France-Japon n°22 (p. 207-209), extrait d'une pièce de théâtre traduit par Julien Vocance, septembre-octobre 1937.
- ? : Les Noix glacées (Kurumi), dans Les Noix La Mouche Le Citron et dix autres récits de l'époque Taishō, nouvelle traduite par Yûko Brunet et Isabelle Py Balibar, Le Calligraphe-Picquier, 1986 (réédition Éditions Philippe Picquier, 1991) ; Anthologie de nouvelles japonaises Tome I - 1910-1926 Les Noix La Mouche Le Citron, Picquier Poche, 1999.

## Adaptations de ses œuvres au cinéma
- 1933 : Le Fil blanc de la cascade (瀧の白糸, Taki no shiraito?) de Kenji Mizoguchi
- 1935 : La Cigogne en papier (折鶴お千, Orizuru Osen?) de Kenji Mizoguchi
- 1943 : La Chanson de la lanterne (歌行燈, Uta andon?) de Mikio Naruse
- 1958 : Le Héron blanc (白鷺, Shirasagi?) de Teinosuke Kinugasa
- 1979 : L'Étang du démon (夜叉ケ池, Yashagaike?) de Masahiro Shinoda
- 1981 : Brumes de chaleur (陽炎座, Kagerō-za?) de Seijun Suzuki